# 元気戦隊トリディンジャー
元気戦隊トリディンジャー（げんきせんたいトリディンジャー）は、茨城県取手市の町おこしのために作られたローカルヒーロー。

## 概要
茨城県取手市の救世主。ケイリンレッド、トネガワブルー、ツケモノイエロー、ノウギョウグリーン、ツツジピンクの五人の戦士に、+αのグレー（正体不明）で活動中。